# 尹哲
尹哲（1916年—2005年），河北省高阳县殷家庄人，中华人民共和国政治人物。
早年参加学生运动，任高阳县青救会主任、冀中四分区新建设报社社长，冀中九地委宣传部干事、副部长等。第二次国共内战期间，担任冀中区党委宣传部副部长。中华人民共和国成立后，任河北省委宣传部副部长。后改任秦皇岛市委书记、河北省秘书长。1970年，出任河北省委常委、宣传部长。1980年，升任河北省政协主席。